# Bouaflé

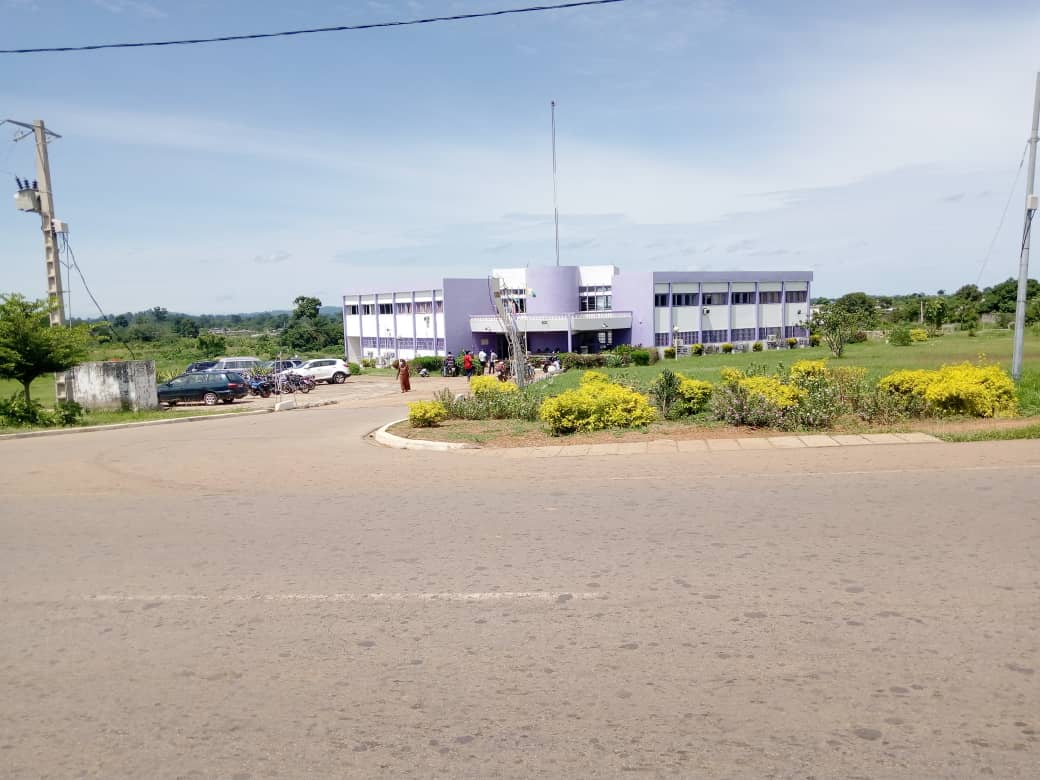
Gemeentehuis

Bouaflé is een stad in Ivoorkust en is de hoofdplaats van de regio Marahoué.
In 2007 telde Bouaflé 64.469 inwoners.
De stad ligt aan de rivier Marahoué (Rode Bandama) en aan de autoweg A6. Ten westen van de stad ligt het Nationaal park Marahoué.

## Geboren
- Marie-Josée Ta Lou (1988), atlete